# Эппс, Шарика
Шарика Эппс (англ. Shareeka Epps; род. 11 июля 1989, Бруклин, США) — афроамериканская актриса, лауреат премии «Независимый дух» за лучшую женскую роль за игру в фильме «Полу-Нельсон».

## Биография
Шарика Эппс родилась в 1989 году. Когда она училась в старшей школе, её пригласили сыграть в короткометражном фильме Gowanus, Brooklyn. Фильм был хорошо принят критиками и отмечен премией на кинофестивале Сандэнс. После этого на его основе была снята полнометражная кинокартина «Полу-Нельсон», где Эппс снялась в главной женской роли. Эта работа принесла актрисе премию «Независимый дух» за лучшую женскую роль и несколько других наград и номинаций, включая премию Общества кинокритиков Бостона за лучшую женскую роль и «Готэм» за лучший дебют, а также номинацию на премию New York Film Critics Circle за лучшую женскую роль второго плана.
В 2007 году Эппс появилась в биографическом фильме о Ниле Кэссиди. Также она снялась в фантастическом боевике «Чужие против Хищника: Реквием», но её персонаж был полностью удалён из прокатной версии. В журнале Entertainment Weekly было опубликовано открытое письмо Шарике с призывом не участвовать в подобных проходных кинокартинах при её актёрском таланте. В 2009 году актриса исполнила одну из ведущих ролей в картине «Сезон побед».

## Фильмография
| Год  |   | Русское название                    | Оригинальное название             | Роль          |
| ---- | - | ----------------------------------- | --------------------------------- | ------------- |
| 2006 | ф | Полу-Нельсон                        | Half Nelson                       | Дрей          |
| 2007 | ф | Нил Кэссиди                         | Neal Cassady                      | Энни Гибсон   |
| 2007 | ф | Чужие против Хищника: Реквием       | Aliens vs. Predator: Requiem      | Кендра        |
| 2008 | с | Закон и порядок: Специальный корпус | Law & Order: Special Victims Unit | Эшли Тайлер   |
| 2009 | ф | Сезон побед                         | The Winning Season                | Лиза Робинсон |
| 2010 | ф | Мать и дитя                         | Mother and Child                  | Рэй Лоуренс   |
| 2010 | ф | Забери мою душу                     | My Soul to Take                   | Шандель       |
| 2011 | ф | Крик в небеса                       | Yelling to the Sky                | Фатима Харрис |
| 2013 | ф | Американский молочный коктейль      | American Milkshake                | Генриетта     |